# Seventh Explosion ~JAM Project Best Collection VII~
Seventh Explosion ~JAM Project Best Collection VII~ é a sétima coletânea "Best Collection" do JAM Project. Como de praxe, contém músicas que o grupo fez para animes, tokusatsu e jogos eletrônicos. Foi lançada em 25 de novembro de 2009 pela Lantis e possui 14 faixas.

## Produção
Assim como na coletânea anterior, Get over the Border, foi tomada a decisão de incluir uma música original. Neste caso, a faixa título "Seventh Explosion".
Também há uma música criada para a Shanghai Expo 2010.

## Recepção
O álbum ficou três semanas no Oricon Albums Chart, chegando à 38ª posição. Também chegou a 50ª posição na Billboard Japan.

## Faixas
| N.º            | Título                                                                     | Letras            | Música         | Arranjo                                | Duração |  |
| 1.             | "SEVENTH EXPLOSION"                                                        | Hironobu Kageyama | H. Kageyama    | Yoshichika Kuriyama e Atsushi Yokozeki | 4:44    |  |
| 2.             | "Crest of "Z's"" (de Super Robot Wars Z)                                   | H. Kageyama       | H. Kageyama    | IKUO                                   | 5:07    |  |
| 3.             | "Rescue Fire" (de Tomica Hero Rescue Fire)                                 | H. Kageyama       | H. Kageyama    | Masaki Suzuki                          | 4:01    |  |
| 4.             | "Shugoshin - The Guardian" (de Shin Mazinger Shougeki! Z-Hen)              | H. Kageyama       | H. Kageyama    | Kenichi Sudo                           | 4:11    |  |
| 5.             | "Hello Darwin! ~Koukishin on Demand~" (de Keroro Gunso)                    | H. Kageyama       | H. Kageyama    | Cher Watanabe                          | 4:10    |  |
| 6.             | "Cosmic Dance" (de Super Robot Wars Z)                                     | Masami Okui       | M. Okui        | Junpei Fujita                          | 5:50    |  |
| 7.             | "Godest!" (de Shin Mazinger Shougeki! Z-Hen)                               | H. Kageyama       | H. Kageyama    | Yoshiki Fukuyama e A. Yokozeki         | 4:31    |  |
| 8.             | "Hasta Mañana" (de Keroro Gunso)                                           | H. Kageyama       | H. Kageyama    | Kiyoshi Murakami                       | 4:23    |  |
| 9.             | "Battle No Limit!" (de Battle Spirits Shounen Gekiha Dan)                  | H. Kageyama       | H. Kageyama    | M. Suzuki                              | 4:18    |  |
| 10.            | "Space Roller Coaster GO GO!" (de Kero 0: Shuppatsu da yo! Zenin Shuugou!) | H. Kageyama       | H. Kageyama    | R・O・N                                | 3:54    |  |
| 11.            | "Bonds of Friendship"                                                      | M. Okui           | M. Okui        | K. Sudo                                | 5:55    |  |
| 12.            | "Hallelujah!!" (de Keroro Gunso)                                           | H. Kageyama       | H. Kageyama    | Hideyuki Suzuki                        | 3:56    |  |
| 13.            | "Three Souls" (de Tomica Hero Rescue Fire)                                 | Hiroshi Kitadani  | H. Kitadani    | R・O・N                                | 4:24    |  |
| 14.            | "Only One" (de Shanghai Expo)                                              | M. Okui           | H. Kageyama    | Y. Kuriyama e Shiho Terada             | 4:34    |  |
| Duração total: | Duração total:                                                             | Duração total:    | Duração total: | Duração total:                         | 63:58   |  |

## Integrantes
- Hironobu Kageyama
- Masaaki Endoh
- Hiroshi Kitadani
- Yoshiki Fukuyama
- Masami Okui
- Ricardo Cruz

## Créditos
- A&R – Yuko Sakayori
- Direção de arte e Design – Kazuyoshi Sato, Kinu Urawa
- Produção executiva – Shunji Inoue
- Cabelo e maquiagem – Misako Ohashi, Sayaka Mizutani
- Masterização – Yohichi Aikawa
- Fotografia – Kazuya Sekiyama
- Produção – Kiyoko Matsumura e JAM Project
- Direção – JAM Project
- Promoção – Kei Sahashi, Megumi Suzuki, Yukie Iwashita, Mai Kawashima, Ryutaro Usukura
- Gravação e mixagem – Manami Kondo, Tatsuya Sakamoto